# 錫達湖 (曼尼托巴省)
53°22′00″N 100°00′00″W / 53.36667°N 100.00000°W

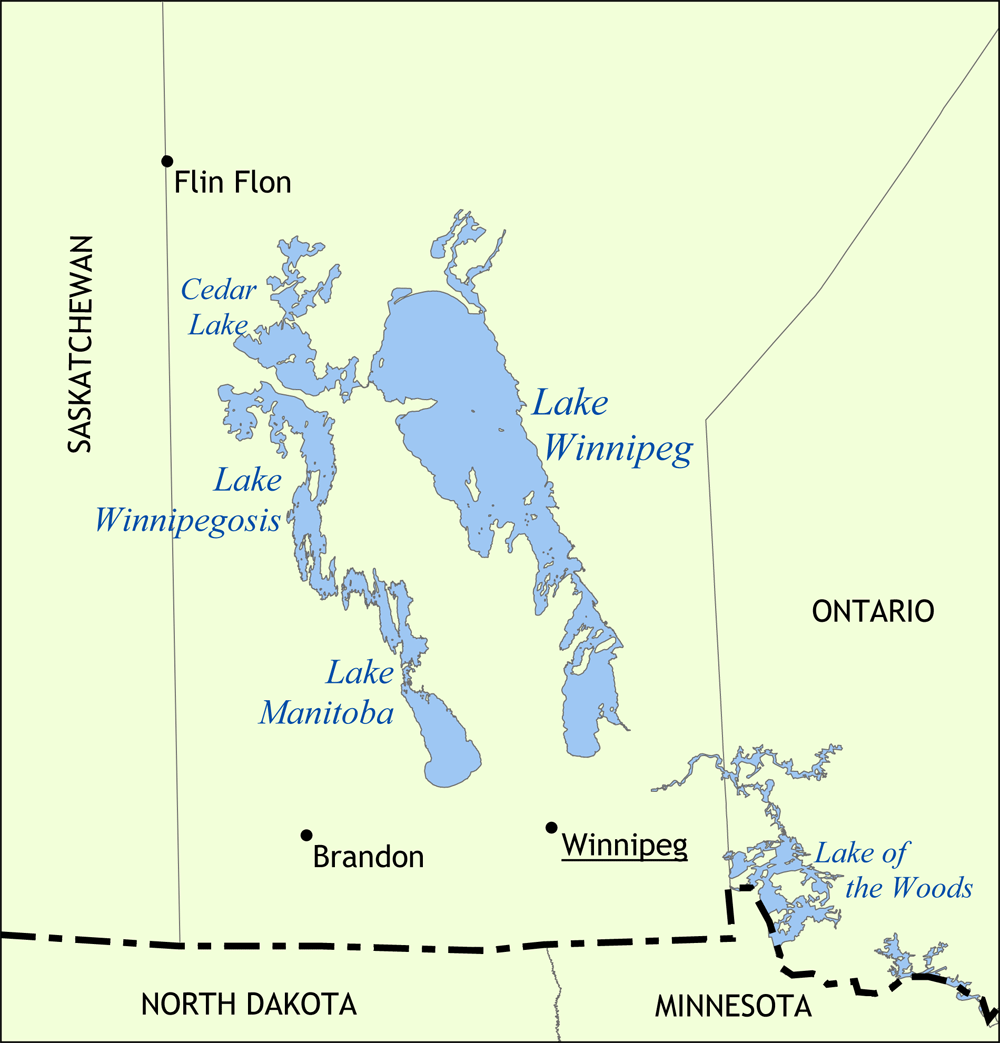

錫達湖是加拿大的湖泊，位於溫尼伯戈西斯湖以北，由曼尼托巴省負責管轄，長62.5公里，面積1,321平方公里，島嶼面積32平方公里，是該省第五大湖泊，海拔高度253米，湖岸線長度314公里，平均水深4.18米，最大水深10米，蓄水量10.2立方公里。